# Bengt Rosengren (läkare)
Bengt Johan Henrik Rosengren, född 23 juni 1899 i Växjö, död 19 februari 1979 i Uppsala, var en svensk ögonläkare.
Bengt Rosengren var son till Josef Rosengren. Han avlade studentexamen i Ystad 1917 och blev medicine kandidat vid Lunds universitet 1921, medicine licentiat där 1925 samt efter disputation 1927 medicine doktor vid Uppsala universitet. Rosengren hade utbildningsförordnanden 1923–1931, bland annat i oftalmiatrik i Lund, och var docent i ämnet där 1930–1933. Åren 1931–1933 var han tillförordnad professor i oftalmiatrik vid Uppsala universitet. Från 1933 var han överläkare vid ögonavdelningen vid Sahlgrenska sjukhuset. Rosengren utgav ett femtiotal arbeten av oftalmiatriskt innehåll, bland annat behandlande tåravflödets mekanik (doktorsavhandling 1927), främre ögonkammarens djup vid ögonsjukdomen glaukom samt den operativa behandlingen av näthinneavlossning.